# 莫古
莫古（まくこ、生没年不詳）は、『日本書紀』に登場する百済官吏。「莫古」は「蒙古」出自を意味するものであり、蒙古出身とみられる。神功皇后摂政四十七年に百済近肖古王の朝貢使として日本に赴く途中、新羅に捕らえられてしまい、新羅は百済の朝貢品を自国のものとして、莫古と共に日本に朝貢した。